# موچتبار
موچتبار (انگلیسی: Muchetbar) یک شهرک در شهرستان زیلایرسکی استان باشقیرستان کشور روسیه است.